# Климовская (Судогодский район)
Климовская — деревня в Судогодском районе Владимирской области, входит в состав Головинского сельского поселения.

## География
Деревня расположена в 10 км на юго-восток от центра поселения посёлка Головино и в 28 км на запад от райцентра города Судогда. Близ деревни расположены экопоселения «Заветное» и «Мирное».

## История
Деревня впервые упоминается в писцовых книгах монастырских и церковных земель Владимирского уезда 1637-1647 годов в составе прихода Димитриевского погоста, в ней числилось 3 двора крестьянских и 1 бобыльский. 
В конце XIX — начале XX века деревня входила в состав Авдотьинской волости Судогодского уезда, с 1926 года — в составе Александровской волости Владимирского уезда. В 1859 году в деревне числилось 18 дворов, в 1905 году — 27 дворов, в 1926 году — 30 хозяйств.
С 1929 года деревня входила с состав Сойменского сельсовета Судогодского района, с 1965 года — в составе Ильинского сельсовета,  с 2005 года — в составе Головинского сельского поселения.

## Население
| 1859 | 1905 | 1926 |
| ---- | ---- | ---- |
| 108  | 113  | 118  |

| 1859 | 1905 | 1926 | 2002 | 2010 | 2021 |
| ---- | ---- | ---- | ---- | ---- | ---- |
| 108  | ↗113 | ↗118 | ↘3   | ↗23  | ↘12  |